# Peter J. Bowler
Peter John Bowler, född 8 oktober 1944, är en brittisk vetenskapshistoriker. Han har i sin forskning framförallt behandlat genetikens och evolutionsteorins historia. Efter att ha avlagt kandidatexamen vid University of Cambridge 1966 och doktorsexamen vid University of Toronto 1971, blev Bowler 1992 professor i vetenskapshistoria vid Queen's University Belfast. Han var ordförande för British Society for the History of Science mellan 2004 och 2006.

## Utmärkelser
Bowler är ledamot av British Academy och medlem i Royal Irish Academy.